# 天皇主権

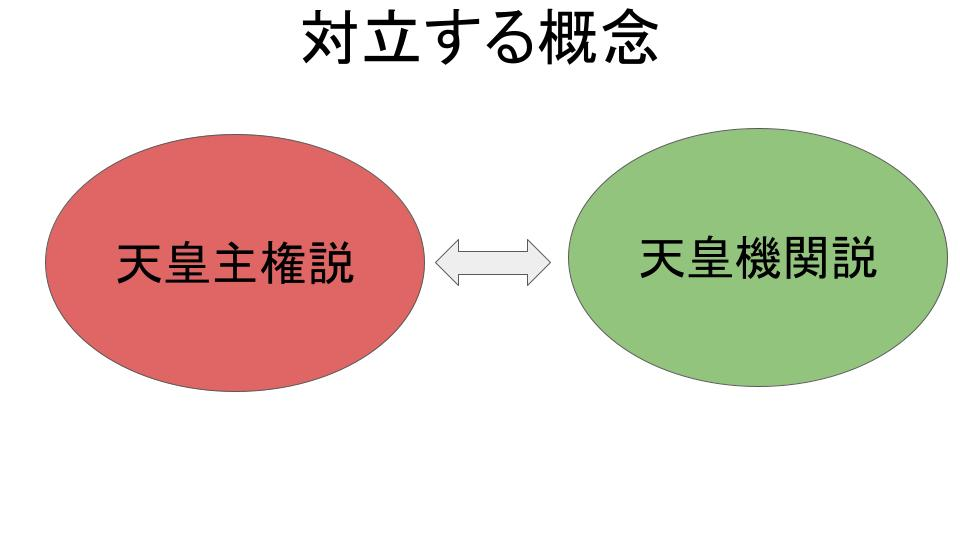
対立する概念：天皇主権説と天皇機関説

天皇主権（てんのうしゅけん）とは、大日本帝国憲法において、主権が天皇に存するという解釈、学説。西洋の君主主権を日本に適用した内容である。天皇主権を中心として構成された憲法学説を天皇主体説という。

## 歴史
1889年（明治22年）に公布され、翌1890年（明治23年）に施行された大日本帝国憲法（明治憲法）は、4条で「天皇ハ國ノ元首ニシテ統治権ヲ総攬シ此ノ憲法ノ條規ニ依リテ之ヲ行フ」と定めた。この条文の解釈や憲法全体の解釈運用にあたっては、天皇主権を重んじる穂積八束や上杉慎吉などの君権学派（神権学派）と、議会制を中心とした立憲主義を重んじ、天皇機関説を唱えた美濃部達吉や佐々木惣一など立憲学派の二大学派に分かれて論争された。
明治憲法が施行された当初は、超然主義を唱えた藩閥政治家や官僚により、天皇主権を中心とした君権学派の解釈（天皇主体説）が重用された。その後、上杉と美濃部の天皇機関説論争が行われ、1913年（大正2年）には機関説が勝利し、憲法は機関説で運用された。
その後、1935年（昭和10年）の天皇機関説事件で美濃部ら立憲学派（天皇機関説）が排撃され、同年に政府が発表した国体明徴声明では天皇主権を中心とした解釈（天皇主体説）が公定されたことで、以後、政府の公式見解では機関説は排され、これを主導した右翼勢力、軍人の力が拡大することとなった。
竹田恒泰は、天皇機関説事件以後も憲法学の世界においては依然として天皇機関説が理論的に正しい見解であったとしている。
その後、1947年（昭和22年）に大日本帝国憲法が改正、日本国憲法が施行された際、前文及び1条の記述をもとに「主権が天皇から国民に移行した国民主権」との八月革命説が表出するに至る。
八木秀次は、明治憲法下の天皇主権について、当時その説を唱えていたのは穂積八束と上杉慎吉の二人ぐらいで学界では傍流の少数派であり、主流は美濃部達吉の国家法人説であったともして、当時の少数派であったはずの天皇主権が明治憲法の基本原理であったと説明されるようになったのは戦後になってからで講座派のイデオロギーの影響であるとしている。